# Natalie Baring
Natalie Eleonore Helene Baring (* 21. Dezember 1833 in Burgdorf (Region Hannover); †  10. Dezember 1913 in Bielefeld) war eine deutsche Schriftstellerin.

## Familie
Natalie Baring stammt aus der Hannoverschen Linie der Baring-Familie. Sie war das vierte Kind und die älteste Tochter des Theologen und Pfarrers Karl Baring (1803–1868) und  Emilie geb. Schneider (1807–1863), Tochter des Stabskapitäns a. D. und Ober-Boniteurs für den Steuerdirektionsbezirk Osnabrück, Johann Georg Christian Schneider (1774–1854). Barings Mutter verstarb früh an Typhus. Baring hatte noch sieben Geschwister, darunter den Arzt William Georg Ernst Baring.

## Leben und Wirken
Baring half ihrem Vater früh bei der Bewirtschaftung des Pfarrguts Obershagen und unterstützte ihn in seiner seelsorgerischen Tätigkeit.
Barings jüngere Schwester Mathilde (1835–1867) hatte in Woltershausen den dortigen Pastor August Wiegand (1817–1879) geheiratet. Als Mathilde verstarb, stand Baring Wiegands kinderlosem Haushalt bis zu seinem Tod vor. In dieser Zeit wandte sie sich dem Schreiben zu und veröffentlichte von 1876 bis 1878 mehrere Bände Hannöversche Dorfgeschichten. Baring schrieb auch eine Reihe von Erzählungen im Lüneburger Plattdeutsch.
In Lauterberg im Harz war sie nach dem Tod Wiegands für zwei Jahre als Krankenpflegerin tätig, da ihr Vater während ihrer Jahre bei Wiegand verstorben war. Sie lebte kurzzeitig bei ihrer verwitweten Schwester Agnes (1842– nach 1918) in Bielefeld, zwischenzeitlich ab 1895 bei ihrem Neffen Adolf Baring (1860–1945) in Leipzig, wo sie noch um 1900 lebte. Ihren Lebensabend verbrachte sie wieder in Bielefeld, wo sie auch starb.

## Werke
- 1876: Hannöversche Dorfgeschichten (Band 1)
- 1878: Hannöversche Dorfgeschichten (Band 2)
- 1878: Hannöversche Dorfgeschichten (Band 3)